# Círio de Nazaré
O Círio de Nazaré é uma manifestação religiosa católica, herdada dos colonizadores portugueses, marcada por procissões (romarias) em devoção a Nossa Senhora de Nazaré, que ocorre na cidade brasileira de Belém (estado do Pará). É celebrado anualmente desde 1793, no segundo domingo de outubro, reunindo atualmente cerca de dois milhões de pessoas. 
A devoção religiosa é um legado de Portugal, onde é celebrado no dia 8 de setembro na vila de Nazaré. No Brasil, inicialmente era uma romaria vespertina e até mesmo noturna, daí o uso de velas. No ano de 1854, para evitar a repetição da chuva torrencial como a que havia ocorrido no ano anterior, a procissão passou a ser realizada pela manhã.
O Círio foi instituído em 1793 em Belém do Pará e até 1882 a procissão iniciava do Palácio do Governo. Mas neste mesmo ano, o bispo D. Antônio de Macedo Costa, em acordo com o Presidente da Província, Justino Ferreira Carneiro, instituiu que a partida seria transferida para a Catedral da Sé em Belém.
O Círio é a maior manifestação católica do Brasil e uma das maiores aglomerações deste tipo no mundo [en]. Foi, em 2004, reconhecido como patrimônio cultural imaterial pelo Instituto do Patrimônio Histórico e Artístico Nacional (Iphan) e, em 2013, declarado Patrimônio Cultural da Humanidade pela UNESCO.
Há também outras edições significativas na Região Norte, como em Macapá, Rio Branco e Manaus, e em diversas outras partes do Brasil, devido a migração de paraenses, que criaram procissões para sentirem-se próximos à Belém por meio do ato de Fé.

## Etimologia
O termo "círio" vem do latim "cereum", que significa "vela grande".

## Lendas e histórias

### Em Portugal

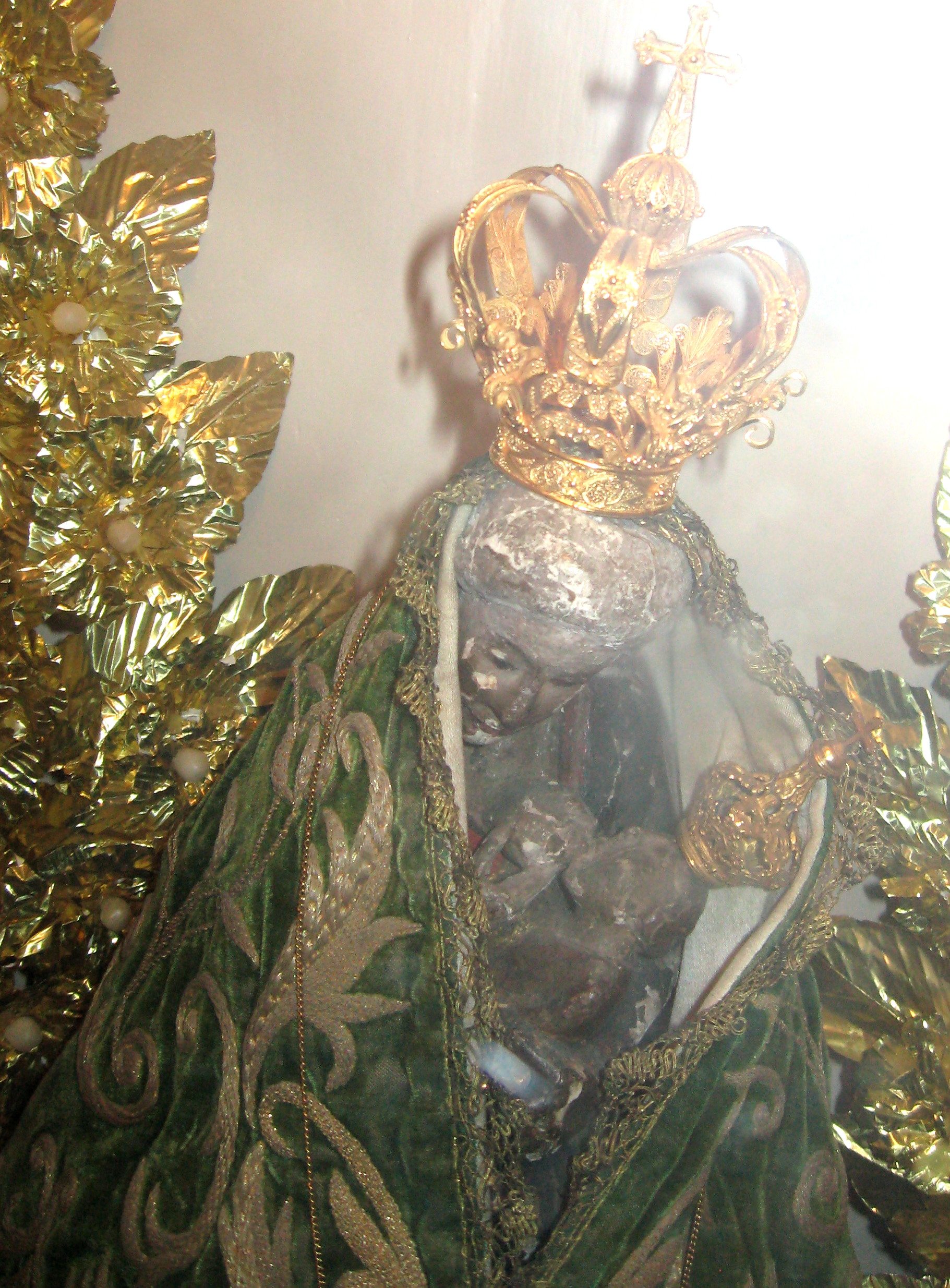
A Sagrada Imagem de Nossa Senhora da Nazaré, Portugal

Segundo a Lenda da Nazaré, sobre a antiga e pequena estátua da Virgem Maria entalhada em madeira, teve origem na cidade de Nazaré, a qual representa Maria, de cor escura, sentada e tendo em seu colo o menino Jesus, o qual amamenta.
A Imagem é identificada como sendo objeto original dos primeiros séculos do Cristianismo. Percorreu a cristandade desde a cidade de Nazaré, passando por Mérida, Espanha, até surgir no ano de 711 na cidade de Nazaré, Portugal.
No século XII, tornou-se símbolo de fé do cavaleiro D. Fuas Roupinho, o qual mandou erguer em 1182 a Capela da Memória em agradecimento à Virgem, após ter sido salvo de um acidente muito grave quando, montado a cavalo, perseguia um cervo. A capela foi erigida sobre uma gruta onde estava a sagrada imagem. Em 1377 o rei D. Fernando (1367-1383) fundou um templo maior, o Santuário de Nossa Senhora da Nazaré, para onde transferiu a imagem. Desde então, anualmente no mês de setembro, os portugueses reúnem-se no Sítio da Nazaré, para reverenciar Nossa Senhora da Nazaré. A principal romaria, o Círio da Prata Grande, inicia no Conselho de Mafra e transporta, em uma berlinda, uma outra imagem, onde a Virgem Maria está em pé — semelhante a venerada no Círio brasileiro.

### No Brasil
No século XVII, ocorreu a introdução da devoção à Senhora da Nazaré, no Pará, através dos padres da Companhia de Jesus (jesuítas). Embora o culto tenha se iniciado na cidade de Vigia de Nazaré, a tradição mais conhecida relata que em 1700, Plácido, um caboclo descendente de portugueses e de índios andava pelas imediações do então igarapé Murutucu na cidade de Belém, área atualmente corresponde aos fundos da Basílica Santuário Nossa Senhora de Nazaré, quando encontrou uma pequena estátua deteriorada de Nossa Senhora da Nazaré, réplica da estátua em Portugal, entalhada em madeira com aproximadamente 28 cm de altura, entre pedras lodosas.
Plácido levou a imagem para sua residência, onde a limpou e improvisou um altar de culto. De acordo com a história da tradição local, a imagem retornou inexplicavelmente ao lugar do achado por diversas ocasiões, até que, interpretando o fato como um sinal divino, o caboclo decidiu erguer sozinho uma pequena ermida no local. A divulgação do milagre da imagem atraiu a atenção dos habitantes da região, que passaram a visitar a capela para homenageá-la. A história espalhou-se e acabou por chamar também a atenção do então governador da Capitania do Grão-Pará, Francisco Maurício de Sousa Coutinho, que determinou a transferência da imagem para a capela do Palácio da Cidade. Porém, mesmo mantida sob a guarda do Palácio, a imagem novamente desapareceu, reaparecendo na capela construída por Plácido. Desse modo a devoção adquiriu caráter oficial, erguendo-se atualmente no lugar da primitiva ermida a imponente Basílica de Nazaré.
Em 1773 o arcebispo e bispo de Belém do Pará, João Evangelista Pereira da Silva, colocou a cidade de Belém sob a proteção de Nossa Senhora de Nazaré. No início do ano seguinte a imagem foi enviada a Portugal, onde foi submetida a uma completa restauração. O seu retorno ocorreu em outubro desse mesmo ano, tendo a imagem sido transportada do porto da cidade até o santuário por fiéis em romaria, acompanhada pelo governador, pelo bispo e pelas demais autoridades civis e eclesiásticas, sendo considerado este episódio o primeiro Círio. Desde então o Círio de Nazaré é realizado anualmente, no segundo domingo do mês de outubro.
Entre os milagres mais expressivos atribuídos à imagem de Belém encontra-se o que envolveu os passageiros do brigue português "São João Batista". Partindo de Belém rumo a Lisboa, no dia 11 de Julho de 1846, a embarcação de dois mastros a vela veio a naufragar poucos dias após a partida, sendo os passageiros salvos por um bote que os conduziu de volta a Belém. Este brigue seria a mesma embarcação que em 1774 havia transportado a imagem de Nossa Senhora de Nazaré a Lisboa, para ser restaurada, e o bote também seria o mesmo que levou a imagem ao brigue ancorado em Belém. O bote passou a acompanhar a procissão a partir do ano de 1885.
Apesar de o Círio em Belém ser o mais conhecido no Brasil, o mais antigo do Brasil data de 1630 na cidade de Saquarema, Rio de Janeiro. Após uma noite tempestuosa a miraculosa imagem da Virgem Maria foi encontrada por pescadores nos penedos que separam o mar da lagoa, onde hoje se encontra a Igreja Matriz. Segundo a lenda a imagem sempre retornava aos penedos onde fora encontrada, assim os religiosos da época iniciaram à construção de uma capela, que posteriormente deu lugar ao templo atual. O Reconhecimento do Círio de Saquarema como o mais antigo do Brasil deu-se com a visita da imagem peregrina de Belém em 23 de setembro de 2009.

## Curiosidades
- A corda do círio foi introduzida pela primeira vez na procissão em 1855 com o objetivo de puxar a berlinda que levava a imagem de Nossa Senhora de Nazaré devido a água que transbordava da Baía do Guajará na área do Ver-o-peso. O elemento só foi oficializado em 1868.[14]
- A corda do Círio possuía inicialmente um formato de U, dividido em duas fileiras que vinham de homens e mulheres, com os dois lados atrelados à berlinda. Esse formato foi introduzido pela primeira vez em 1922 e foi usado até 2004. Desde 2005, a corda utiliza um formato linear, com cinco estações confirme o rosário católico, além do núcleo da cabeça que inicia a corda e o núcleo da berlinda que leva a imagem peregrina. A corda possui 400 metros de comprimento e duas polegadas de diâmetro.[14]
- Segundo a lenda, a imagem de Nossa Senhora de Nazaré foi encontrada vestida com um manto pelo caboclo Plácido. Desde então, em todas as edições do Círio, é confeccionado um manto de acordo com o tema da festividade. Até 1973, a irmã Alessandra, da Congregação Filhas de Sant'Anna, ligada ao Colégio Gentil Bittencourt, era quem confeccionava os mantos com os materiais doados por promesseiros, que não tinham e até hoje não têm as suas identidades reveladas. Com a sua morte, a ex-aluna do colégio e ajudante de Alessandra, Ester Paes Rocha, passou a confeccionar o principal tecido da imagem peregrina. Desde então, vários estilistas passaram a realizar às artes do manto.[15]
- Inicialmente, o Círio ocorria entre os meses de setembro e novembro, sem data especifica. Apenas em 1901, o bispo Dom Francisco de Rego Maia oficializou o segundo domingo de outubro como data oficial da grande romaria.[14]
- A berlinda foi introduzida pela primeira vez no Círio em 1882 por sugestão do Bispo Dom Macêdo Costa, já que até 1854, a imagem de Nossa Senhora de Nazaré era carregada no colo de um capelão do Palácio do Governo em um palanquim, carregado por quatro ou seis homens. Em 1855, a imagem passou a ser levada por uma carruagem, que servia como uma espécie de berlinda.[16]
- Com a berlinda, a imagem de Nossa Senhora de Nazaré passou a ir sozinha. Até a introdução da corda, o carro era puxado por cavalos. Em 1926, a berlinda é substituída por um andor, fruto de mudanças sugeridas pelo então Arcebispo de Belém, Dom João Irineu Joffily, ficando até 1930, quando voltou a ser utilizada. Entre esse período, a corda também deixou de ser utilizada com um pretexto de ser violenta, voltando em 1931 junto com a berlinda.[16][17]
- Há cinco versões da berlinda oficial, sendo a atual usada desde 1964, sofrendo restauração em 2012. Também há réplicas usadas em demais romarias, além de um nicho onde a imagem era colocada no presbitério, sendo essa usada na Romaria das Crianças e Procissão da Festa.[16]
- A romaria inicialmente tinha como ponto de partida o Palácio do Governo. A partir de 1882, a romaria passou a sair da Catedral Metropolitana de Belém. Apenas em 1891, o círio saiu da Igreja de Santo Alexandre.[17]
- Em 1918, o Círio de Nazaré aconteceu no último domingo de outubro em razão da Pandemia da Gripe Espanhola, sendo a primeira alteração na data da romaria desde 1901.[14]
- Em 1969, foi esculpida uma réplica da imagem autêntica de Nossa Senhora de Nazaré, conhecida popularmente como Imagem Peregrina. A réplica trás uma imagem de uma mulher e uma criança em estilo caboclo, representando a população amazônica. Essa imagem passou a ser utilizada nas romarias do Círio, incluindo a grade procissão, sendo restaurada em 2002.[17] A imagem autêntica, conhecida como Imagem Original, fica guardada na Basílica Santuário no Glória do Altar-Môr, sendo descida em duas ocasiões: no mês de maio por conta dos festejos da elevação da Basílica à Santuário e em outubro durante a quadra nazarena. Nas duas ocasiões, a imagem é posta numa redoma de vidro (anteriormente ficava numa pequena réplica da berlinda) para ficar próxima dos fiéis. Essa imagem só deixou a Basílica em três ocasiões: em 1980, pela visita do Papa João Paulo II á Belém, quando o mesmo abençoou os fiéis da janela do arcebispado na Praça da Sé, em 1992, quando saiu em procissão em comemoração aos 200 anos do Círio de Nazaré, substituindo a Imagem Peregrina e em 2021, quando abençoou os fiéis que assistiam a cerimônia da descida no lado de fora da Basílica, pegando à todos de surpresa.[18]
- A cerimônia da Descida da Imagem, iniciada em 1969, acontecia inicialmente após a chegada da Trasladação, com público restrito e por volta das 23h. Desde 1992, é aberta ao público e passou a ser realizada ao meio-dia, após a chegada da Motorromaria. Em 2020, a cerimônia voltou a ser restrita por medidas de segurança contra a Pandemia de COVID-19. Em 2021, a cerimônia voltou a ser aberta ao público, mas com capacidade limitada e apenas sendo permitida a entrada de pessoas devidamente vacinadas com as duas doses da vacina contra a COVID-19, voltando ao seu formato padrão em 2022.[18]
- Em 1991, o Círio de Nazaré atinge pela primeira vez o número de 1 milhão de pessoas. Em 1992, atingiu a marca dos 2 milhões.[14][17]
- As edições de 2000 e 2004 são consideradas as mais longas da história da romaria. Em 2000, o Círio saiu às 7h30 da Catedral e chegou por volta de 15h45 na Basílica Santuário, tendo como um dos motivos um problema em uma das rodas da berlinda, além da desorganização dos fiéis na corda. Em 2004, um problema no atrelamento da corda fez com que o círio se atrasasse, fazendo a romaria terminar por volta das 16h15, superando a marca que pertencia ao Círio 2000.[14]
- Em 2002, um incêndio na Casa Chamma, fez com que a berlinda não seguisse seu trajeto tradicional, sendo desviada pela Avenida João Alfredo e Travessa Frutuoso Guimarães, retornando para a Boulevard Castilhos França, não atrelando a berlinda. A edição desse ano, se encerrou ás 11h15, sendo até então o terceiro círio mais rápido da história, sendo superado apenas pelo Círio 2019 e o de 1995.[14] A edição de 2019 encerrou por volta das 11h30 e teve menor duração devido a mudança de horário da saída da procissão, enquanto que a de 1995 encerrou por volta das 10h37, com isso sendo facilitado pelo fato da corda não ter sido atrelada à berlinda por mudanças estratégicas, algo semelhante a 2002.[19][20]
- Em 2004, a procissão do Círio teve início pela primeira vez no meio da Santa Missa, tendo a celebração interrompida no momento do ofertório para a saída da berlinda com a Imagem Peregrina. O objetivo naquele período era de encerrar a procissão mais cedo, reduzindo também o tempo das paradas para homenagens, o que acabou não dando muito certo devido ao problema no momento do atrelamento da corda à Berlinda, fazendo com que a procissão alcançasse a duração mais longa da história.[21]
- No ano de 2020, pela segunda vez na história da romaria desde 1793, não aconteceu a procissão do Círio devido a Pandemia de COVID-19 com o objetivo de evitar aglomerações, sendo substituído por uma programação especial com a realização de Santa Missa e visitação da imagem peregrina aos hospitais, além da transmissão de documentários, realização de shows e um sobrevoo da imagem peregrina pelos hospitais e ruas de Belém. Em outras localidades a romaria também foi cancelada.[22] Essa não é a primeira vez que não acontece o Círio em Belém. Em 1835, o Círio de Nazaré também já havia sido cancelado devido aos caos instalado nas ruas por conta da Cabanagem.[23]
- Em 2021, o traslado para Ananindeua e Marituba volta a ser realizado, mas diferente da versão tradicional, através de um traslado nas grandes vias da Região Metropolitana de Belém. A grande procissão no entanto, não aconteceu pela terceira vez.[24]

## Cronologia
- 1630 - É iniciado o culto à Nossa Senhora de Nazaré em Saquarema, dando início ao primeiro Círio de Nazaré no Brasil.[25]
- 1653 - É iniciado o culto à Nossa Senhora de Nazaré em Vigia.[17]
- 1697 - Primeiro registro do Círio de Nazaré na cidade de Vigia[nota 1].[26]
- 1700 - O caboclo Plácido encontra uma estátua deteriorada ás margens do Igarapé Murucutu, onde atualmente são os fundos da Basílica Santuário Nossa Senhora de Nazaré, recebendo o nome de Nossa Senhora de Nazaré.[17]
- 1720 - É construída a primeira ermida para abrigar a imagem de Nossa Senhora de Nazaré[17]
- 1730 - Construção da segunda ermida, que seria inaugurada em 1744.[17]
- 1773 - O arcebispo e bispo de Belém do Pará, João Evangelista Pereira da Silva, colocou a cidade de Belém sob a proteção de Nossa Senhora de Nazaré.
- 1774 - A imagem de Nossa Senhora de Nazaré é enviada a Portugal para ser restaurada, retornando em procissão à capital paraense.[17]
- 1790 - É concedida a autorização para realizar os festejos de Nossa Senhora de Nazaré.[17]
- 1793 - É realizado o primeiro Círio de Nazaré em Belém.[17]
- 1799 - Construção da terceira ermida, que seria inaugurada entre 1800 e 1802.[17]
- 1805 - É instaurado o primeiro Carro do Círio, o dos Milagres, que lembra o milagre acontecido em 1182 a Dom Fuas Roupinho, fidalgo português, que esteve prestes a despencar num abismo com seu cavalo, mas recorreu à Nossa Senhora de Nazaré e foi salvo. A ordem de inserção desse Carro partiu da Rainha de Portugal, Dona Maria I.[27]
- 1826 - Introdução do carro dos fogos ou carro dos foguetes, que seria extinto em 1983 para evitar acidentes no percurso.[17]
- 1835 - Devido ao caos instaurado pelas ruas de Belém pela revolta da Cabanagem, o Círio não foi realizado pela primeira vez.
- 1840 - Segunda restauração da imagem de Nossa Senhora de Nazaré, enviada para Portugal.
- 1846 - Ocorre o milagre do brigue de João Batista, com alguns marinheiros se salvando de um naufrágio, pedindo proteção à Virgem de Nazaré. É datada a primeira promessa, de carregar um brigue na procissão.[17]
- 1854 - O Círio passou a ser realizado de manhã devido às chuvas torrenciais que caíam sob a cidade de Belém.
- 1855 - O palanquim e o portador que conduziam a imagem de Nossa Senhora de Nazaré, são substituídos por uma carruagem, que servia como uma espécie de Berlinda, inicialmente puxada por cavalos. A corda é usada pela primeira vez na romaria, para puxar a berlinda, devido a água que transbordava da Baía do Guajará, ás margens do Ver-o-peso, pelo fato da berlinda ter atolado por lá. Ocorre uma epidemia de cólera em Belém, mas não impedindo a realização do Círio. Segundo relatos da população, a ausência do Brigue de São João Batista supostamente fez com que a Virgem de Nazaré castigasse a cidade.[17]
- 1859 - É realizado o primeiro Recírio, com o retorno da imagem ao Palácio do Governo.[28]
- 1868 - A corda é oficializada no Círio de Nazaré.[17]
- 1878 - É realizado o primeiro Círio Civil, sem a presença do Clero, uma vez que a igreja católica teria proibido a realização do Círio naquela época. Tal ato foi visto como profano.[17]
- 1880 - Dom Macedo Costa determina que a Imagem de Nossa Senhora de Nazaré vá sozinha na Berlinda.[17]
- 1881 - Único registro até então da primeira realização da Procissão da Festa.
- 1882 - O Círio passa a sair da Catedral Metropolitana de Belém, substituindo o Palácio do Governo. No mesmo ano, é confeccionada a Berlinda no formato atual para levar a imagem de Nazaré.[17]
- 1885 - A população retira os cavalos da Berlinda e passa a puxar o carro que conduz à imagem de Nazaré.[17]
- 1891 - O ponto de partida do Círio neste ano foi a Igreja e Colégio de Santo Alexandre, sendo a única vez que a grande procissão saiu de lá.[17]
- 1901 - É instaurado o segundo domingo de outubro como data oficial do Círio de Nazaré.[17]
- 1905 - Os Padres Barnabitas assumem a direção da então Paróquia de Nossa Senhora de Nazaré.
- 1906 - São iniciadas as obras da Basílica de Nazaré. A procissão da Trasladação passa a sair do Colégio Gentil Bittencourt. Até 1905, a saída era na então Igreja Nossa Senhora de Nazaré.[29]
- 1909 - É composta a canção Vós Sois o Lírio Mimoso, que é considerado o hino oficial do Círio de Nazaré.[30]
- 1914 - É realizado o primeiro Círio de Manaus.[31]
- 1916 - É inserido na procissão o Carro das Promessas.[17]
- 1918 - Devido à Pandemia da Gripe Espanhola, o Círio aconteceu no último domingo de outubro.[14]
- 1920 - É inaugurada, ainda incompleta, a Basílica de Nazaré.
- 1923 - A então Igreja de Nazaré é elevada ao posto de Basílica.[17]
- 1926 - A corda é retirada do Círio por determinação do Arcebispo de Belém, Dom João Irineu Joffily, tendo como motivo a violência pela disputa de vagas. A berlinda é substituída por um andor.[17]
- 1931 - A corda e a berlinda voltam a fazer parte do Círio, fruto das mudanças impostas pelo interventor Joaquim de Magalhães Barata.[17] É realizado o primeiro Círio de Rio Branco.[32]
- 1934 - É realizado o primeiro Círio de Macapá.[33]
- 1946 - É realizado o primeiro Círio de Acará.[34]
- 1949 - É realizada a primeira homenagem dos Estivadores na Praça Pedro Texeira, que seria extinta em 2017 com a abertura do local.[35]
- 1951 - A romaria tem seu itinerário alterado para passar em frente aos palácios da administração municipal e estadual, desviando pela Rua Pedro Rayol, Praça D. Pedro II, Avenida Portugal, Quinze de Novembro, Frutuoso Guimarães, Boulevard Castilho França, Quinze de Agosto (atual Avenida Presidente Vargas), Praça da República e Avenida Nazaré.[17]
- 1954 - A Procissão da Festa passa a ser realizada pela manhã por conta das fortes chuvas na capital paraense.[17]
- 1958 - É realizado o primeiro Círio de Tracuateua.[36]
- 1964 - A berlinda do Círio é substituída pelo modelo atual.[17]
- 1968 - Visando substituir a réplica usada pelo Colégio Gentil Bittencourt, o então Pároco de Nazaré, Padre Luciano Brambilla, atendendo ao pedido de alguns fiéis, ordena a confecção de uma nova imagem para as procissões, mas desde que Maria tenha um traço semelhante ao de mulheres amazônicas e o menino Jesus de um índio.[37]
- 1969 - A réplica da Imagem de Nossa Senhora de Nazaré, mais conhecida como Imagem Peregrina, passa a fazer parte das romarias, substituindo a imagem de propriedade do Colégio Gentil Bittencourt, que era usada até então para este tipo de ocasião. A imagem encontrada por Plácido, que é conhecida como Imagem Original, passaria a ficar guardada na Basílica sob um Glória. Nesse mesmo ano, é realizada a primeira cerimônia de descida dessa imagem, inicialmente restrita ao público.[17]
- 1972 - É iniciado o período de peregrinação da imagem de Nazaré nas casas.[17]
- 1974 - É criada a Guarda de Nazaré de Belém.[17] É realizado o primeiro Círio de Brasília.[38]
- 1977 - As imagens de Nossa Senhora de Nazaré e São Luiz de Gonzaga são roubadas por dois homens na Igreja Madre de Deus, em Vigia. Após uma grande mobilização que chamou a atenção da imprensa local e nacional, a imagem de Nossa Senhora de Nazaré é encontrada em um comércio na Rodovia BR 316, em Marituba, mas sem o cabelo e a de São Luiz praticamente destruída. Com o retorno da imagem à Vigia, a santa foi recebida com festa e uma procissão em comemoração, fixando o dia 14 de fevereiro como o Dia do Achado, sendo feriado municipal na cidade.[39][40]
- 1978 - É realizada a primeira Festa da Chiquita, após a passagem da procissão na Praça da República.[17]
- 1980 - É iniciada a primeira procissão do transporte dos carros.[41] É realizado o primeiro Círio de Marabá.[42][43]
- 1982 - É inaugurado o Centro Arquitetônico de Nazaré (CAN). A partir daí, a Imagem Peregrina passaria a ficar exposta aos fiéis pela Praça Santuário. É realizado o primeiro Círio de Paragominas.[44]
- 1986 - É realizada a primeira Romaria Fluvial. Inicialmente, a Imagem Peregrina ia de carro fechado à Icoaraci.[17]
- 1988 - A Trasladação passa a ter o mesmo percurso do Círio de Nazaré, em sentido inverso. Até 1987, a procissão desviava na Travessa Generalíssimo Deodoro e seguia pela Avenida Governador José Malcher em direção à Catedral.[29]
- 1989 - É realizada a primeira Romaria Rodoviária, em direção à Icoaraci, tendo como ponto de partida a própria Basílica de Nazaré, visando aproximar a população que não pode se deslocar para o centro de Belém. Inicialmente, a Imagem Peregrina era conduzida em um caminhão autônomo, sendo que na segunda edição, em 1990, o caminhão que conduz a santa é doado pela Texaco.[17][45]
- 1990 - É realizada a primeira Motorromaria após a Romaria Fluvial. Até 1989, a imagem era conduzida ao Colégio Gentil Bittencourt em um ônibus de turismo, de portas fechadas.[17] Também estreia nesse mesmo período, a Romaria das Crianças.
- 1991 - O Círio atinge a quantidade de 1 milhão de pessoas. A Romaria Rodoviária nesse ano saiu do Terminal de Cargas, com a imagem sendo levada em carro aberto numa sexta-feira à tarde até o local, de onde se deslocaria até Icoaraci no sábado de manhã.[17]
- 1992 - Acontece a 200.ª edição do Círio de Nazaré, tendo como novidade a introdução do Traslado para Ananindeua, graças a sugestão de um morador, acontecendo na sexta-feira. Por conta disso, a Romaria Rodoviária passa a ter como ponto de saída à Praça Matriz de Ananindeua, ocorrendo no sábado, nas primeiras horas do dia. Nesse mesmo ano, a imagem original participou do Círio, ficando à frente da procissão. A Basílica de Nazaré é declarada Patrimônio Histórico do Estado do Pará.[6] A procissão atinge pela primeira vez a marca de 2 milhões de pessoas.[17] É realizado o primeiro Círio de São Luís.[46]
- 1993 - O Círio completa 200 anos.
- 1995 - O atrelamento da Corda à Berlinda passa a acontecer na Avenida Boulevard Castillo França, em frente ao Mercado Ver-o-Peso, na procissão do Círio, o que ocorre até os dias atuais, como forma de agilizar a procissão. Até 1994, o atrelamento acontecia no Largo da Sé.[6] A Rádio Nazaré FM passou a fazer a sonorização da romaria, que até então acontecia em pequenos carros de som instalados em algumas vias da cidade.[17] Pela mudança no atrelamento, a berlinda acabou seguindo sozinha na procissão e o Círio se encerrou ás 10h37, sendo a edição mais rápida da história.[20]
- 1997 - A Missa da Trasladação é antecipada em uma hora, passando a acontecer às 17h, com a saída da procissão às 18h. A imagem de Nossa Senhora de Nazaré é conduzida em carro aberto durante a Romaria Rodoviária, através de um cibório.
- 1998 - É realizada a primeira Romaria de Castanhal, ou Círio de Castanhal. A tradição teve início há três anos atrás quando uma imagem de Nossa Senhora de Nazaré teria chorado lágrimas de sangue em uma residência na vila de Apeú e com isso, uma senhora que não conseguia andar, acabou recebendo o milagre da santa.[47][48]
- 1999 - Um decreto determina que a imagem seja recebida pela Polícia Militar com honras de chefe de estado após a Romaria Fluvial, conforme manda a lei estadual N° 4.371, de 15 de dezembro de 1971, que proclamou a virgem como padroeira do Pará.[49] Uma réplica da berlinda é confeccionada para o Traslado à Ananindeua e a Romaria Rodoviária, visando proteger a imagem dos ventos e das chuvas.[17]
- 2000 - O Círio chega na Praça Santuário por volta das 15h45. Introdução do Carro de Plácido na romaria. É criada a Guarda Mirim de Nazaré de Belém.[17][50]
- 2001 - É realizada a primeira Romaria da Juventude.
- 2002 - Um incêndio na Casa Chamma, causado através de um disparo de fogos de artifício por um romeiro, força um desvio da Berlinda pela Avenida João Alfredo e Travessa Frutuoso Guimarães, retornando para a Boulevard Castilhos França, não atrelando à berlinda. A procissão se encerrou mais cedo, ás 11h15, sendo a segunda mais rápida da história. Durante o incêndio, uma chuva caiu sob a cidade minutos antes do fim da missa na Catedral, segundo registros jornalísticos da época.[17] O Traslado de sexta-feira passa a contemplar a cidade de Marituba.[6]
- 2004 - O Círio chega na Praça Santuário por volta das 16h15, sendo a edição mais longa da história, ultrapassando o recorde que pertencia ao Círio 2000. Apesar da chegada tardia, essa também foi a primeira e única vez que a procissão saiu do largo da sé antes do final da santa missa, no momento do ofertório, como uma tentativa de agilizar a romaria, o que gerou controvérsias na época.[21] A procissão é tombada pelo IPHAN como Patrimônio Imaterial da Humanidade.[51] É realizada a primeira Ciclo Romaria.
- 2005 - A corda ganha um novo formato, substituindo o modelo usado desde 1922. É realizada a Trasladação mais longa da história do Círio, com a chegada da procissão por volta da meia noite, já no domingo da grande procissão.[29]
- 2006 - A Basílica de Nazaré é elevada ao posto de Santuário.
- 2009 - A missa da Trasladação é antecipada em 30 minutos, passando a acontecer às 16h30, com a saída às 17h30.
- 2014 - É realizada a primeira Romaria dos Corredores.
- 2018 - Neste ano, segundo dados de mapeamentos de satélite da Secretaria de Estado de Segurança e Defesa Social (Segup), a Trasladação pela primeira vez é a romaria com maior número de romeiros do Círio, alcançando 1,3 milhões de pessoas superando a grande procissão de domingo, que naquele ano contabilizou cerca de 1,1 milhões de fiéis.[52]
- 2020 - A procissão do Círio e as demais romarias não são realizadas pela segunda vez devido à Pandemia de COVID-19. É realizado o Círio Aéreo como alternativa, quando a Imagem Peregrina sobrevoa Belém, Ananindeua, Marituba e Icoaraci.[14]
- 2021 - O Traslado para Ananindeua e Marituba volta a ser realizado, mas contemplando apenas as grandes vias. Mais uma vez, a grande procissão não aconteceu, sendo substituída pelo Círio Aéreo. Mesmo assim, 500 mil pessoas vão as ruas realizando um Círio próprio.[24]
- 2022 - É realizado o primeiro Transporte dos Carros como Romaria Oficial do Círio. As procissões voltam a acontecer com o avanço da vacinação, incluindo as procissões da Trasladação e do Círio, que tiveram um expressivo crescimento no número de fiéis, mas não batendo o recorde esperado de 3 milhões de pessoas, apesar da procissão do Círio ter chegado a 2,5 milhões de pessoas, maior marca até então.[41][53]
- 2023 - É realizada a primeira Romaria da Acessibilidade, sendo a primeira procissão a contar com a participação total de pessoas com deficiência.[54] A romaria da Trasladação pela primeira vez se iniciou com 45 minutos de atraso, sendo ocasionado pelo desenlace da emenda da corda com os anéis de ferro em duas estações, que andaram desatreladas. Apesar do susto, a procissão se encerrou por volta das 22h50min, dez minutos antes do horário previsto pela diretoria da festa.[55][56] Na procissão do Círio, novamente a corda se rompeu, agora com três estações seguindo desatreladas, mas não atrapalhando o ritmo da romaria.[57] É realizado o primeiro círio fora do Brasil, acontecendo em uma comuna de Miami, nos Estados Unidos, contando com a participação da Imagem Peregrina.[58]

## Romarias oficiais
Atualmente as manifestações de devoção religiosas estendem-se por quinze dias, durante a chamada quadra Nazarena. Entre os pontos altos dessa manifestação, destacam-se:
| Romaria                                     | Descrição | Primeira edição | Ref.          |
| ------------------------------------------- | --- | --------------- | ------------- |
| Transporte dos carros                       | O transporte dos 14 carros do Círio acontece faltando quatro dias para a realização da grande romaria, em direção aos galpões da Companhia Docas do Pará (CDP). A cada ano, o cortejo recebe um número significativo de fiéis pelo seguinte trajeto: Avenida Nazaré, Travessa 14 de Março, Rua Antônio Barreto, avenidas Visconde de Souza Franco e Marechal Hermes até os galpões. Em 2019, o transporte passa a fazer parte das romarias oficiais do Círio de Nazaré. Incialmente, a nova romaria estrearia em 2020, mas devido à readaptação do Círio por conta da Pandemia de COVID-19, a estreia passou a ser em 2022. | 1980            | [ 41 ]        |
| Traslado Rodoviário - Ananindeua e Marituba | Ocorrendo na sexta-feira que antecede o Círio, a imagem de Nossa Senhora de Nazaré deixa a Basílica Santuário e desfila em uma viatura da Polícia Federal pelas ruas de Belém, Ananindeua e Marituba, sendo acompanhada por veículos da imprensa, órgãos de segurança municipal e estadual, ambulâncias, bombeiros, ônibus, além de um grande número de pessoas que seguem a berlinda à pé, de bicicleta ou de carros decorados. A procissão é uma das mais longas da festividade, pois em todo o percurso, há paradas para homenagens até o seu encerramento na Praça Matriz de Ananindeua. Anteriormente, a procissão contemplava apenas Ananindeua e acontecia à tarde, mas desde 2002, passou a contemplar Marituba e assim, passou a iniciar de manhã. | 1992            | [ 6 ]         |
| Romaria Rodoviária                          | Inicialmente, a procissão tinha como ponto de partida a própria Basílica Santuário e seguia em direção ao distrito de Icoaraci e é acompanhada também por veículos da imprensa, órgãos de segurança municipal e estadual, ambulâncias, bombeiros, ônibus, além de um grande número de pessoas que seguem a berlinda à pé, de bicicleta e motos. Em 1990, o ponto de partida passou a ser o Terminal de Cargas de Belém e desde 1992, a saída acontece na Praça Matriz de Ananindeua e a romaria é iniciada nas primeiras horas do sábado que antecede o Círio. | 1989            | [ 17 ]        |
| Romaria Fluvial ou Círio Fluvial            | A imagem de Nossa Senhora de Nazaré segue nas águas da Baía do Guajará pelo Navio Garnier Sampaio (H-37), acompanhada de várias embarcações, que entoam homenagens à Rainha da Amazônia, visando também aproximar os ribeirinhos. O ponto de partida é o porto de Icoaraci e antes do surgimento da Romaria Rodoviária, a imagem ia de carro fechado ao distrito. Uma curiosidade é que na primeira edição, em 1986, as nuvens haviam formado uma imagem de um rosto, que foi interpretado por alguns como a aprovação de Maria pela homenagem. | 1986            | [ 17 ]        |
| Motorromaria                                | Após as honrarias de chefes de estado com a chegada da Romaria Fluvial, a imagem de Nossa Senhora de Nazaré é acompanhada por vários motociclistas, que tem como ponto de chegada a Escadinha do Cais do Porto. A procissão é uma das mais rápidas da festividade, pois não há paradas para homenagens e a chegada é no Colégio Gentil Bittencourt. Entre 1987 e 1989, a imagem seguia em um ônibus fretado em direção ao Colégio Gentil, com a presença apenas do clero e da guarda de Nazaré. | 1990            | [ 17 ]        |
| Trasladação ou Transladação                 | É a procissão que antecede o Círio e é realizada à noite. Inicialmente, a imagem deixava a então Paróquia Nossa Senhora de Nazaré do Desterro e seguia em procissão até o Palácio do Governo. Desde 1882, a chegada passou a ser na Catedral Metropolitana de Belém e apenas em 1891, a procissão teve como ponto de chegada a Igreja de Santo Alexandre. Desde 1906, a procissão tem como ponto de saída o Colégio Gentil Bittencourt e desde 1988, a procissão possui o mesmo trajeto do Círio, mas em sentido contrário, já que até 1987, a procissão desviava na Travessa Generalíssimo Deodoro e seguia direto na Avenida Governador José Malcher. Costuma atrair um número menor de pessoas comparado ao Círio, apesar de ter ultrapassado a quantidade de pessoas da maior romaria religiosa em 2018.                                                                                       | 1793            | [ 17 ] [ 59 ] |
| Círio                                       | É a maior procissão religiosa do mundo e acontece na manhã do segundo domingo de outubro. A imagem de Nossa Senhora de Nazaré deixa a Catedral de Belém, mas teve como pontos de saída o Palácio do Governo e a Igreja de Santo Alexandre, e segue em procissão até a Praça Santuário. A romaria é marcada pelas inúmeras homenagens à virgem de Nazaré e também ao pagamento de promessas. Várias cidades pelo estado e no Brasil também realizam a mesma procissão, mas não com a mesma grandeza de Belém, reunindo um número médio de 2 milhões de pessoas por ano. | 1793            | [ 17 ]        |
| Ciclo-Romaria                               | No sábado seguinte a maratona de romarias, os ciclistas realizam uma homenagem à Nossa Senhora de Nazaré, saindo em procissão pelas ruas de Belém. | 2004            | [ 17 ]        |
| Romaria da Juventude                        | Na tarde do sábado posterior ao Círio, diversas comunidades juvenis se reúnem para homenagear Nossa Senhora de Nazaré, que a todo ano possui uma paróquia anfitriã. Os maiores símbolos dessa procissão são a animação dos jovens e a cruz missionária, instituída em 2012. | 2001            | [ 17 ]        |
| Romaria das Crianças                        | No terceiro domingo de outubro, é a vez das crianças homenagearem à Virgem de Nazaré. Com a saída e a chegada sendo na Praça Santuário, a imagem de Nossa Senhora de Nazaré é levada na berlinda em um percurso menor que o do Círio. À frente do símbolo, o carro dos anjos e das promessas também participam dessa romaria. | 1990            | [ 17 ]        |
| Romaria dos Corredores                      | No último sábado da festividade, é a vez dos corredores prestarem as suas homenagens à Nossa Senhora de Nazaré em um trajeto de 8 a 9km/h, sem caráter competitivo e em formato de trote (corrida de pouca velocidade). | 2014            |               |
| Romaria da Acessibilidade                   | Após a procissão dos corredores, acontece a procissão da acessibilidade, onde associações ligadas a pessoa com deficiência realizam as suas homenagens à Nossa Senhora de Nazaré em um trajeto curto. | 2023            | [ 54 ]        |
| Procissão da Festa                          | Assim como a Romaria da Juventude, uma comunidade que faz parte da Paróquia Nossa Senhora do Desterro é selecionada para ser o ponto de partida desta procissão, que também recebe várias pastorais no último domingo da festividade. | 1881            | [ 17 ]        |
| Recírio                                     | É a procissão mais curta da festividade e é o último momento em que a imagem de Nossa Senhora de Nazaré sai às ruas de Belém na manhã de segunda-feira. A procissão é marcada pela grande quantidade de lenços balançados pelos fiéis e muita oração, além da tradicional homenagem da Guarda de Nazaré. O ponto de chegada é o Colégio Gentil Bittencourt, onde a imagem é exposta na capela da instituição, apesar de ficar guardada em uma das sacristias da Basílica Santuário. Antigamente, o ponto de chegada dessa procissão era o Palácio do Governo. Um dos momentos que antecede a procissão além do retorno da imagem achada por plácido ao Glória é a intenção das súplicas, onde instrumentos de promessas são incinerados na sacristia como uma forma de agradecimento pelos pedidos serem atendidos, apesar de alguns elementos serem preservados para exposição no museu do Círio. | 1859            | [ 28 ] [ 60 ] |
| Círio Aéreo                                 | Como alternativa para substituir a procissão do Círio por conta da situação crítica causada pela Pandemia de COVID-19, a imagem de Nossa Senhora de Nazaré sobrevoava as cidades de Belém, Ananindeua e Marituba em um helicóptero e retornava à capital pelo mesmo percurso da principal procissão, pousando no estacionamento da Basílica Santuário e seguia em direção à praça na berlinda. Com a retomada das procissões presenciais em 2022, essa romaria posteriormente foi extinta. | 2020            | [ 14 ]        |

## Os símbolos

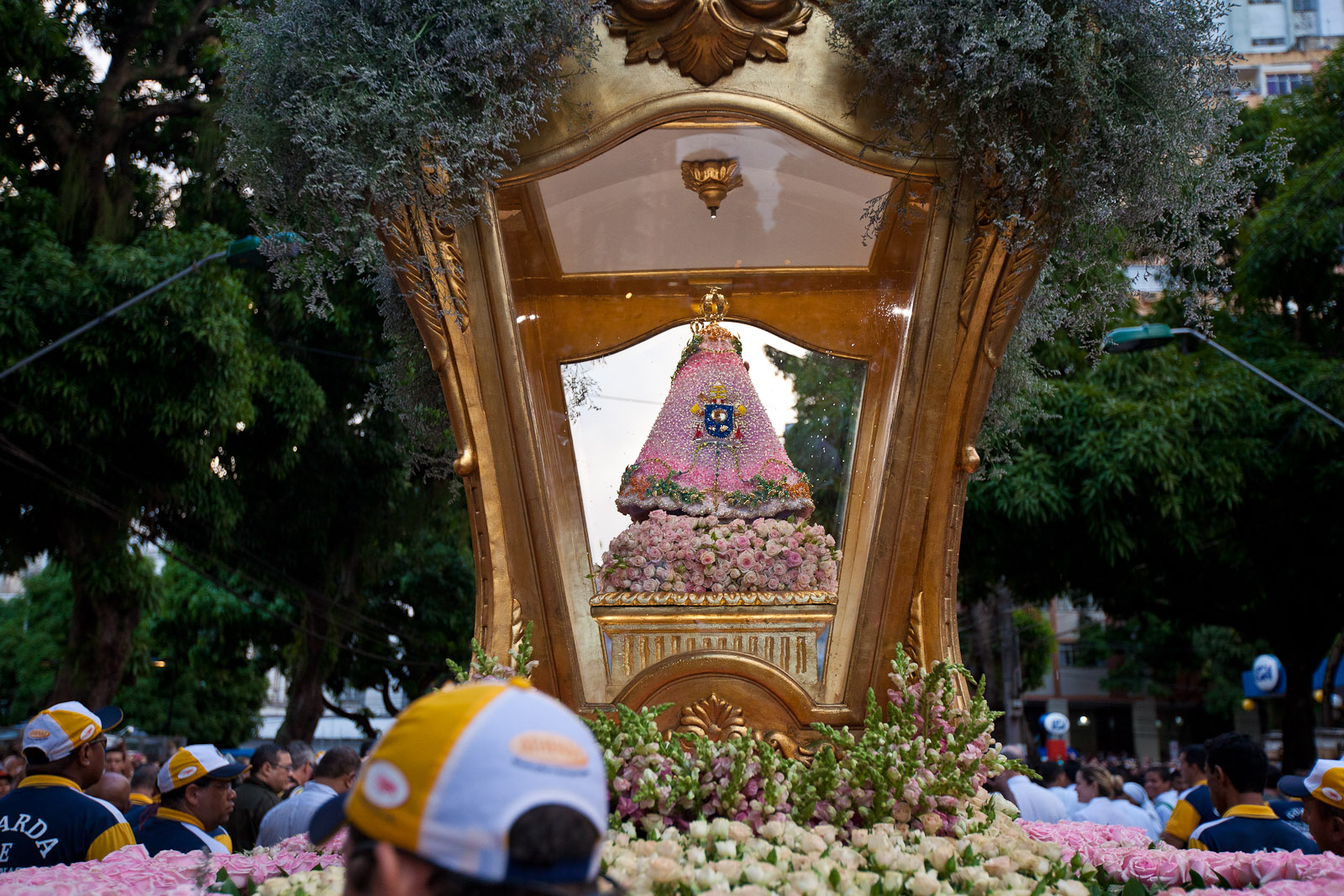
Berlinda de Nazaré

O Círio tem vários objetos simbólicos que podem ser apreciados durante o seu trajeto. Um dos principais é a berlinda, que leva a imagem da Santa. A berlinda atual é a quinta da história. Foi confeccionada em 1964, pelo escultor João Pinto. Ela tem estilo barroco e foi produzida em cedro vermelho. Conforme a tradição é ornamentada com flores naturais, sendo utilizada no Círio e na trasladação. Para as demais romarias oficiais são utilizadas berlindas menores e mais simples, com exceção à Romaria das Crianças e à Procissão da Festa. Todos os anos, antes do Círio, a berlinda passa por pequenos reparos.

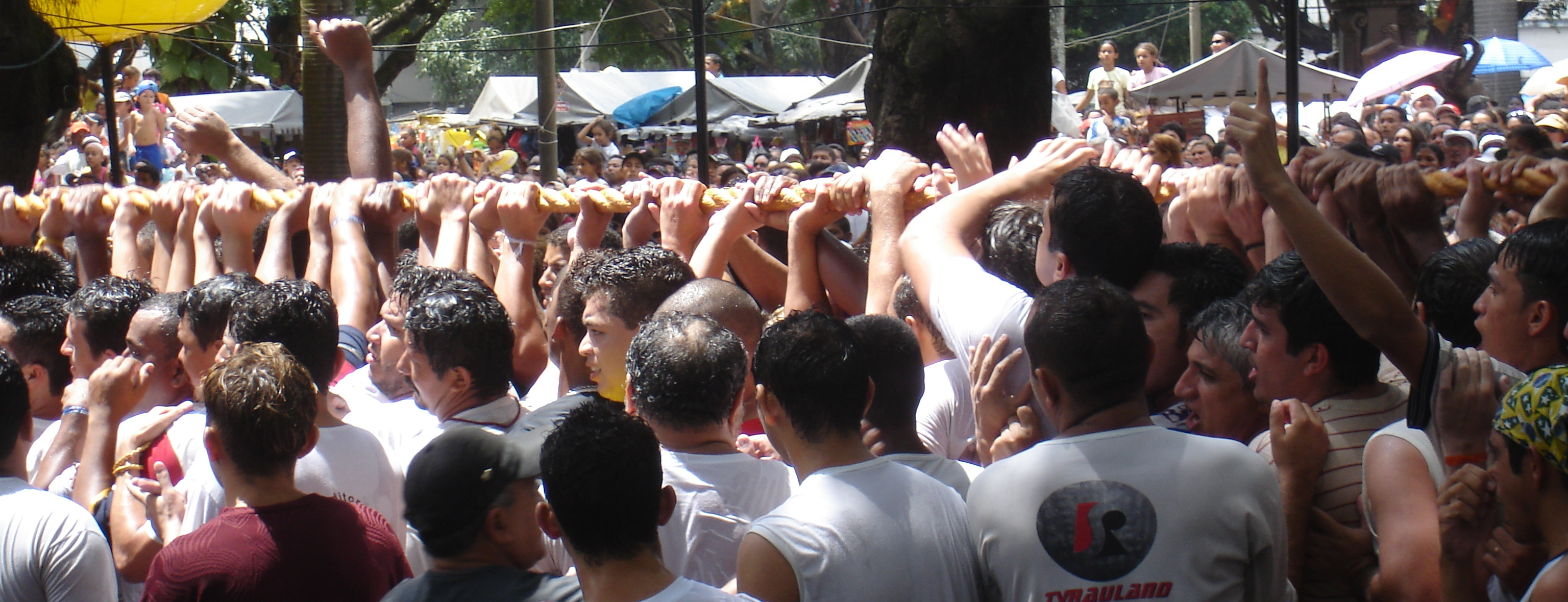
A corda, espaço de pagamento de promessas dos romeiros.

Outro símbolo é a corda, que sustenta a fé na padroeira dos paraenses, possui a média de 400 metros de comprimento e pesa aproximadamente 700 quilos, de puro sisal torcido, que requer maior sacrifício físico e emocional. Incorporada à celebração em 1868, originalmente substituía a junta de bois que até então puxava a berlinda da imagem. Posteriormente passou a ser utilizada para separar a berlinda e o carro dos milagres juntamente com os políticos e signatários, da multidão que a acompanha e assim conservar um equilíbrio perfeito característico da fé aliada a obediência. No ano de 2005 a direção do Círio, modificou o formato da corda, que ao invés de contornar a berlinda como normalmente era feito, a corda ainda do mesmo tamanho, veio na forma de um rosário, na tentativa de que não ocorressem atrasos no traslado, como já havia ocorrido anos antes.

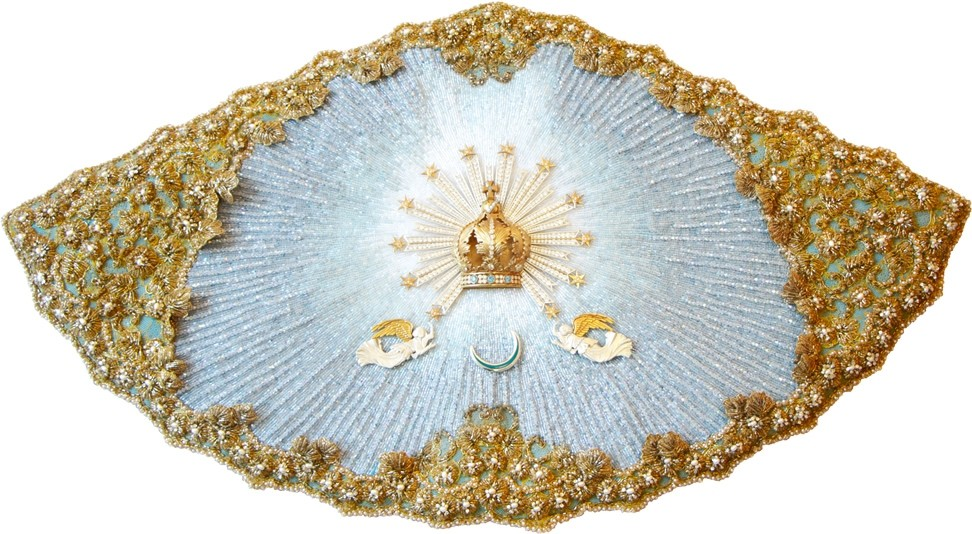
Manto usado pela imagem de Nazaré durante o Círio 2020

O manto que recobre a imagem é um dos principais símbolos da Festa de Nazaré. A cada procissão é utilizado um novo manto envolvendo a figura de Nossa Senhora. O manto tem sempre uma conotação mística, relatando partes do evangelho. O trabalho da confecção do manto iniciou-se  pelas filhas de Maria. Anos depois a confecção do mesmo foi assumida pela irmã Alexandra, da Congregação das Filhas de Sant’Ana. Com a sua morte a confecção do manto passou para uma ex-aluna interna do Colégio Gentil Bittencourt, Sra. Esther Paes França, que por 19 anos o teceu, e de suas mãos saíram os mais belos mantos. A confecção do manto é toda envolvida em clima de mistério, feitas com a ajuda de doações, quase sempre anônimas.

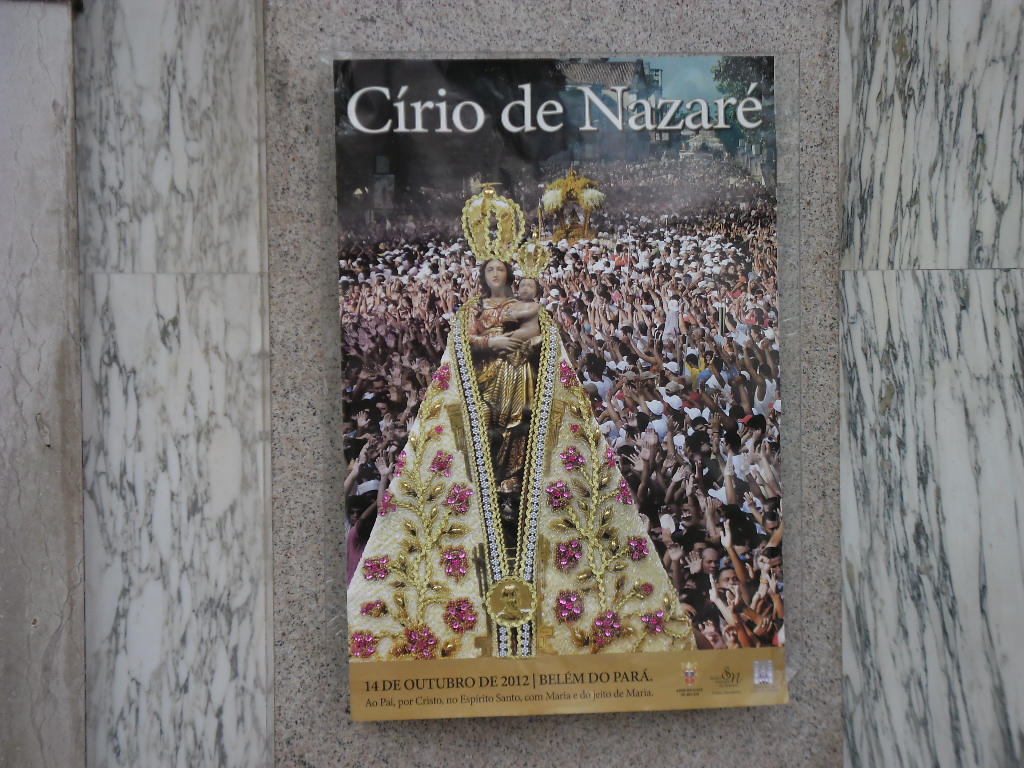
Cartaz oficial do Círio 2012

Uma das tradições mais antigas e conhecidas do Círio de Nazaré adotada é até hoje por várias famílias, empresas e órgãos paraenses: fixar Cartazes do Círio nas portas, como forma de homenagem a Senhora de Nazaré. Trata-se de um instrumento de evangelização e divulgação da festa. O primeiro Cartaz de divulgação do Círio foi confeccionado em Portugal no ano de 1826. Inicialmente as peças eram elaboradas à mão para impressão. Atualmente o Cartaz é produzido a partir de fotografias e tem a concepção elaborada por uma agência de publicidade voluntária.

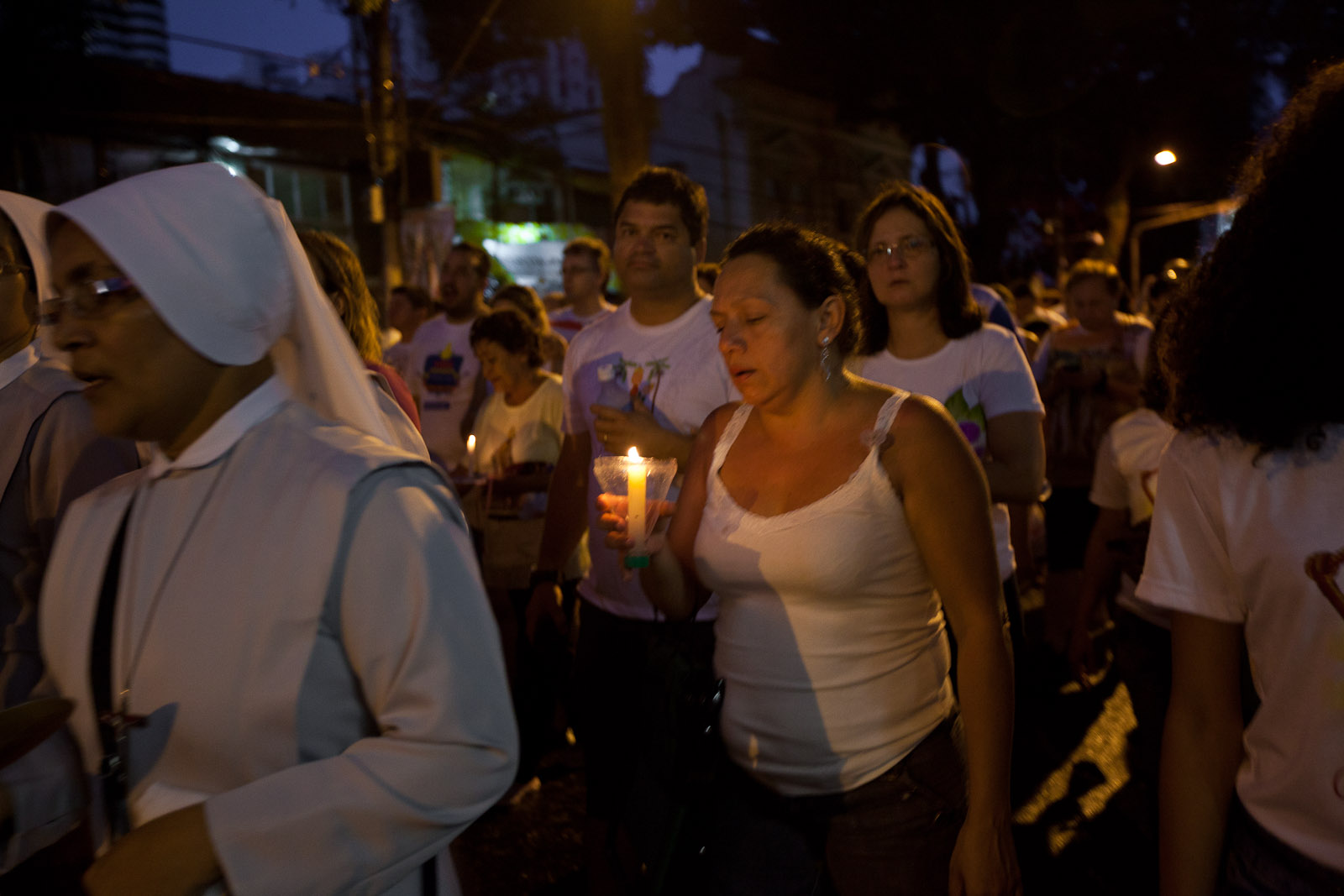
Fiéis acompanhando a Berlinda da Nazaré durante a trasladação, uma das procissões oficiais do Círio

As velas, ou círios, são feitas de cera, em vários formatos, retratando partes do corpo humano, ou ainda, uma vara de cera da mesma altura do pagador da promessa. As velas, são um símbolo da fé dos promesseiros, que através delas, 'pagam' a uma graça alcançada. Os carros de promessas ou dos milagres, que recolhem os ex-votos ilustrativos das graças alcançadas pelos fiéis. Muitas crianças tradicionalmente acompanham a procissão vestidas de anjos, uma forma de seus pais agradecerem graças alcançadas ou demonstrarem devoção à santa.

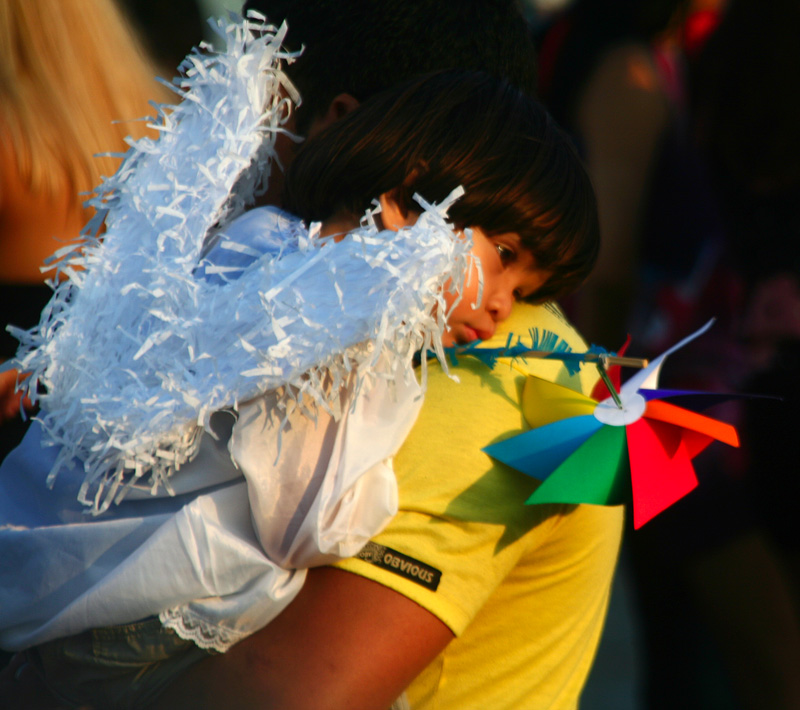
Crianças vestidas de anjo, um dos tradicionais simbolos do Círio encontrados durante as procissões

As homenagens de fogos de artifício, queimados durante a passagem da imagem pelas ruas do centro histórico de Belém, formam um espetáculo à parte, principalmente o grande espetáculo pirotécnico promovido na noite da Trasladação e a grande queima de fogos promovida no dia do Círio pelo Sindicato dos Estivadores do estado do Pará. Outras homenagens tradicionais das duas procissões são do Banco do Brasil, do Banco do Estado do Pará e do Banco da Amazônia. Os três bancos costumam convidar cantores famosos para homenagear a padroeira dos paraenses, com o BB sendo o mais conhecido pela chuva de papel picado, balões e serpentinas lançadas por funcionários no último andar do edifício sede, que cobrem a Avenida Presidente Vargas, dando um espetáculo à céu aberto. Além dos bancos, existem também as homenagens do coral do Theatro da Paz, dos moradores do Edifício Manoel Pinto da Silva, de secretarias estaduais e municipais, dos times de futebol Paysandu Sport Club e Clube do Remo, da Rede Liberal e dos colégios Marista e Santa Catarina de Sena, com todos localizados no percurso da procissão.

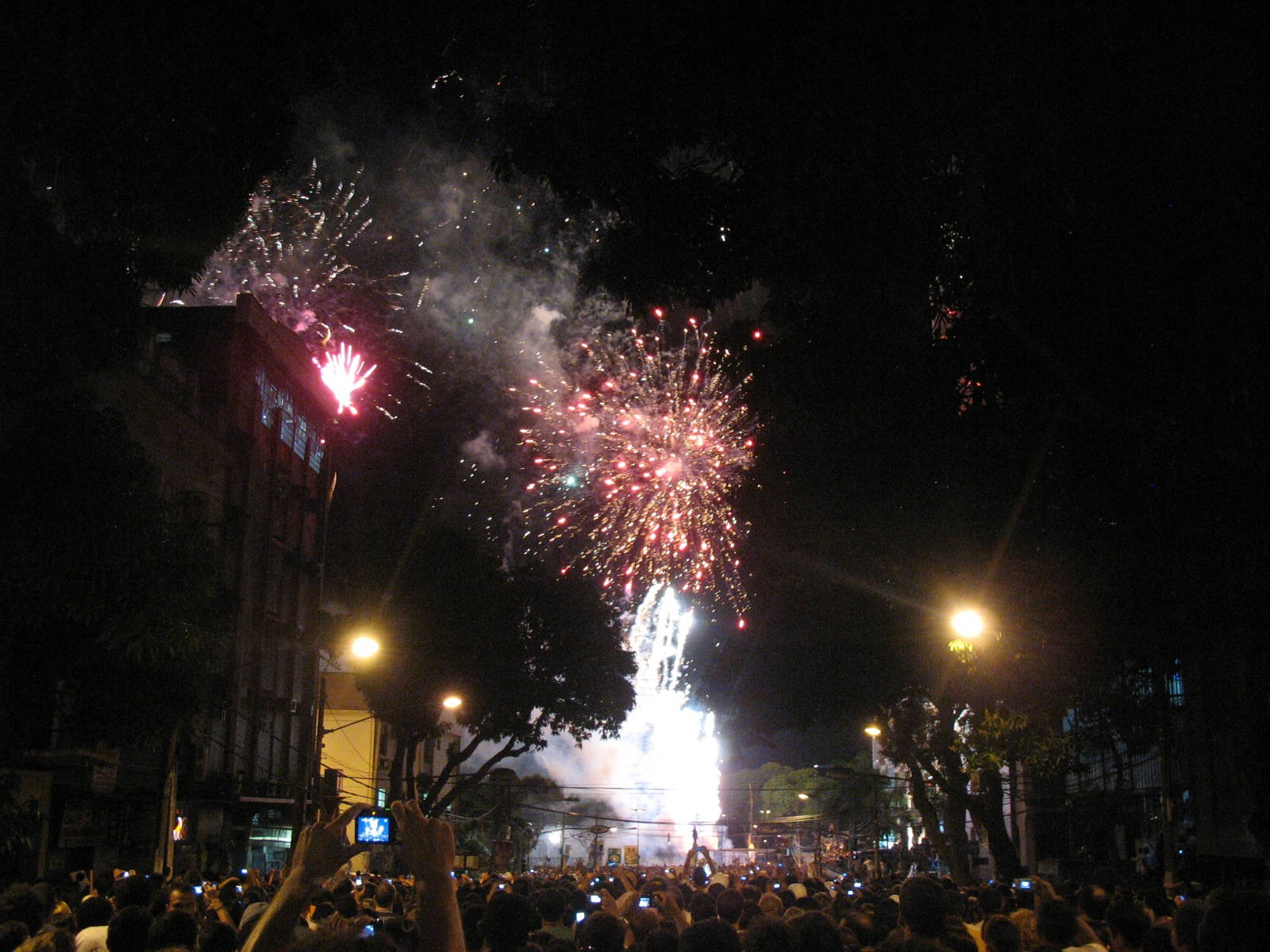
Círio 2009

Outros símbolos também integram a tradição: as novenas, ciclos de orações realizadas durante as semanas que antecedem a festividade, por devotos que realizam pequenas romarias pelas casas de vizinhos. O almoço com a família, realizado no domingo da procissão, é uma espécie de ato de comunhão e constantemente é comparado com o Natal, tamanha a importância deste para o povo paraense. Tradicionalmente no almoço do círio são servidos pato no tucupi, tradicional prato da culinária paraense, acompanhado de arroz branco e maniçoba, também tradicional item da culinária paraense. O Arraial de Nazaré em um espaço ao lado da Basílica Santuário e os brinquedos de miriti.

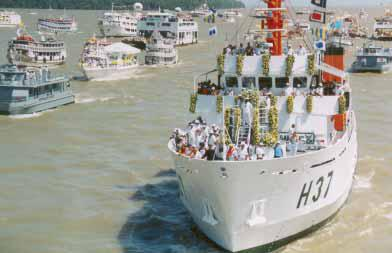
NHo Garnier Sampaio (H-37) liderando a romaria fluvial do Círio de Nossa Senhora de Nazaré, em 2005

## Datas e quantidade de pessoas
A procissão do Círio acontece a cada segundo domingo de Outubro, sua data portanto é móvel. A seguir a numeração ordinal dos Círios de Nazaré, as suas datas, e a quantidade aproximada de pessoas que participaram. Informações a partir de 1902, envolvendo também temas da festividade que passaram a ser adotados a partir do Círio 1995.
| Edição | Data                  | Número de pessoas                                                                        | Duração aproximada                                                                       | Tema                                                                                     | Ref.                                                                                     |
| ------ | --------------------- | ---------------------------------------------------------------------------------------- | ---------------------------------------------------------------------------------------- | ---------------------------------------------------------------------------------------- | ---------------------------------------------------------------------------------------- |
| 233°   | 12 de outubro de 2025 | Divulgado após a conclusão da romaria                                                    | Divulgado após a conclusão da romaria                                                    | "Maria, mãe e rainha de toda a criação"                                                  | [ 67 ]                                                                                   |
| 232°   | 13 de outubro de 2024 | 2,3 milhões de pessoas                                                                   | 5 horas e 02 minutos                                                                     | “Perseverar na oração com Maria, mãe de Jesus”                                           | [ 68 ] [ 69 ]                                                                            |
| 231°   | 8 de outubro de 2023  | 2,3 milhões de pessoas                                                                   | 4 horas e 53 minutos                                                                     | "Maria, sinal de esperança para o povo de Deus em caminho"                               | [ 70 ] [ 71 ]                                                                            |
| 230°   | 9 de outubro de 2022  | 2,5 milhões de pessoas                                                                   | 5 horas e 10 minutos                                                                     | "Maria, mãe e mestra"                                                                    | [ 53 ]                                                                                   |
| 229°   | 10 de outubro de 2021 | Não houve procissão em razão da Pandemia de COVID-19.                                    | Não houve procissão em razão da Pandemia de COVID-19.                                    | "O evangelho da família na casa de Maria"                                                |                                                                                          |
| 228º   | 11 de outubro de 2020 | Não houve procissão em razão da Pandemia de COVID-19.                                    | Não houve procissão em razão da Pandemia de COVID-19.                                    | "Ave Maria, cheia de graça"                                                              |                                                                                          |
| 227º   | 13 de outubro de 2019 | 2 milhões de pessoas                                                                     | 4 horas e 30 minutos                                                                     | "Maria, mãe da igreja"                                                                   | [ 72 ]                                                                                   |
| 226º   | 14 de outubro de 2018 | 1,1 milhão de pessoas                                                                    | 4 horas e 57 minutos                                                                     | "Uma jovem chamada Maria"                                                                | [ 73 ]                                                                                   |
| 225º   | 8 de outubro de 2017  | 2 milhões de pessoas                                                                     | 5 horas                                                                                  | "Maria, estrela da evangelização"                                                        | [ 74 ]                                                                                   |
| 224º   | 9 de outubro de 2016  | 2 milhões de pessoas                                                                     | 5 horas e 17 minutos                                                                     | "Salve Maria, mãe de misericórdia"                                                       | [ 75 ]                                                                                   |
| 223º   | 11 de outubro de 2015 | 2 milhões de pessoas                                                                     | 5 horas e 15 minutos                                                                     | "Maria, mulher eucarística"                                                              | [ 76 ]                                                                                   |
| 222º   | 12 de outubro de 2014 | 2 milhões de pessoas                                                                     | 5 horas e 25 minutos                                                                     | "Ensina teu povo a rezar"                                                                | [ 77 ]                                                                                   |
| 221º   | 13 de outubro de 2013 | 2,1 milhões de pessoas                                                                   | 6 horas e 05 minutos                                                                     | "A Igreja em oração unida a Maria, mãe de Jesus"                                         | [ 78 ]                                                                                   |
| 220º   | 14 de outubro de 2012 | 2 milhões de pessoas                                                                     | 6 horas                                                                                  | "Ao pai, por Cristo, no Espírito Santo, com Maria e do jeito de Maria"                   | [ 79 ]                                                                                   |
| 219º   | 9 de outubro de 2011  | 2 milhões de pessoas                                                                     | 5 horas e 30 minutos                                                                     | "Fazei tudo o que ele vos disser"                                                        | [ 80 ]                                                                                   |
| 218º   | 10 de outubro de 2010 | 2,2 milhões de pessoas                                                                   | 5 horas e 20 minutos                                                                     | "Maria, a bem aventurada porque acreditou"                                               | [ 81 ]                                                                                   |
| 217º   | 11 de outubro de 2009 | 2 milhões de pessoas                                                                     | 5 horas e 23 minutos                                                                     | "Em Maria, a palavra se fez carne"                                                       | [ 82 ]                                                                                   |
| 216º   | 12 de outubro de 2008 | 2 milhões de pessoas                                                                     | 7 horas                                                                                  | "Em Belém de Maria, escolhemos a vida como missão"                                       | [ 83 ]                                                                                   |
| 215º   | 14 de outubro de 2007 | 2 milhões de pessoas                                                                     | 7 horas                                                                                  | "Com a Rainha da Amazônia, formamos comunidades missionárias"                            | [ 84 ]                                                                                   |
| 214º   | 8 de outubro de 2006  | 2 milhões de pessoas                                                                     | 5 horas e 30 minutos                                                                     | "Com Maria, aprendemos a ser discípulos e missionários de Jesus"                         |                                                                                          |
| 213º   | 9 de outubro de 2005  | 2 milhões de pessoas                                                                     | 5 horas                                                                                  | "Com Maria, em Belém, queremos ver Jesus"                                                |                                                                                          |
| 212º   | 10 de outubro de 2004 | 1,7 milhão de pessoas                                                                    | 9 horas e 15 minutos                                                                     | "Eś filha, esposa e mãe de Deus, que é uno e trino"                                      | [ 85 ]                                                                                   |
| 211º   | 12 de outubro de 2003 | 2 milhões de pessoas                                                                     | 5 horas                                                                                  | "Mostrar a virgem de Nazaré, contemplando os mistérios da vida de Jesus"                 | [ 86 ]                                                                                   |
| 210º   | 13 de outubro de 2002 | 1,8 milhão de pessoas                                                                    | 4 horas e 45 minutos                                                                     | "Jesus Cristo, por Maria, sempre mais conhecido, amado e seguido"                        | [ 87 ]                                                                                   |
| 209º   | 14 de outubro de 2001 | 1,5 milhão de pessoas                                                                    | 7 horas                                                                                  | "Ser igreja com Maria, no novo milênio"                                                  | [ 88 ] [ 89 ]                                                                            |
| 208º   | 8 de outubro de 2000  | Não disponível                                                                           | 8 horas e 35 minutos                                                                     | "Belém, com Maria, abre tuas portas a Jesus salvador"                                    | [ 17 ]                                                                                   |
| 207º   | 10 de outubro de 1999 | 1,5 milhão de pessoas                                                                    | 6 horas                                                                                  | "Por Maria, entregue nos conforme a misericórdia do pai"                                 | [ 90 ]                                                                                   |
| 206º   | 11 de outubro de 1998 | Não disponível                                                                           | Não disponível                                                                           | "O espírito nos une num só corpo, com Maria, mãe de Jesus"                               |                                                                                          |
| 205º   | 12 de outubro de 1997 | 1,5 milhão de pessoas                                                                    | Não disponível                                                                           | "Com Maria, na estrada de Jesus, rumo ao novo milênio"                                   | [ 91 ]                                                                                   |
| 204º   | 13 de outubro de 1996 | 1,5 milhão de pessoas                                                                    | Não disponível                                                                           | ''Com Maria, mãe de Deus, um povo organizado, próspero e feliz''                         | [ 92 ] [ 93 ]                                                                            |
| 203º   | 8 de outubro de 1995  | Não disponível                                                                           | 3 horas e 45 minutos                                                                     | ''Com Maria, a esperança de um mundo de irmãos''                                         | [ 93 ]                                                                                   |
| 202º   | 9 de outubro de 1994  | Não disponível                                                                           | Não disponível                                                                           | Não possui tema                                                                          |                                                                                          |
| 201º   | 10 de outubro de 1993 | Não disponível                                                                           | Não disponível                                                                           | Não possui tema                                                                          |                                                                                          |
| 200º   | 11 de outubro de 1992 | 2 milhões de pessoas                                                                     | Não disponível                                                                           | Não possui tema                                                                          | [ 17 ]                                                                                   |
| 199º   | 13 de outubro de 1991 | 1 milhão de pessoas                                                                      | Não disponível                                                                           | Não possui tema                                                                          | [ 14 ]                                                                                   |
| 190º   | 10 de outubro de 1982 | 800 mil pessoas                                                                          | Não disponível                                                                           | Não possui tema                                                                          | [ 17 ]                                                                                   |
| 188º   | 12 de outubro de 1980 | 800 mil pessoas                                                                          | Não disponível                                                                           | Não possui tema                                                                          | [ 17 ]                                                                                   |
| 187º   | 14 de outubro de 1979 | 700 mil pessoas                                                                          | Não disponível                                                                           | Não possui tema                                                                          | [ 17 ]                                                                                   |
| 184º   | 10 de outubro de 1976 | 500 mil pessoas                                                                          | Não disponível                                                                           | Não possui tema                                                                          | [ 17 ]                                                                                   |
| 185º   | 12 de outubro de 1975 | 400 mil pessoas                                                                          | Não disponível                                                                           | Não possui tema                                                                          | [ 17 ]                                                                                   |
| 174º   | 9 de outubro de 1966  | 400 mil pessoas                                                                          | Não disponível                                                                           | Não possui tema                                                                          | [ 17 ]                                                                                   |
| 145º   | 10 de outubro de 1937 | 200 mil pessoas                                                                          | Não disponível                                                                           | Não possui tema                                                                          | [ 17 ]                                                                                   |
| 110º   | 12 de outubro de 1902 | 25 mil pessoas                                                                           | Não disponível                                                                           | Não possui tema                                                                          | [ 17 ]                                                                                   |
| 42º    | Novembro de 1835      | Não houve procissão em razão da Revolta dos Cabanos                                      | Não houve procissão em razão da Revolta dos Cabanos                                      | Não possui tema                                                                          | [ 17 ] [ 94 ]                                                                            |
| 1º     | 8 de setembro de 1793 | Não há informação sobre quantidade, duração e tema. Foi o primeiro círio a ser realizado | Não há informação sobre quantidade, duração e tema. Foi o primeiro círio a ser realizado | Não há informação sobre quantidade, duração e tema. Foi o primeiro círio a ser realizado | Não há informação sobre quantidade, duração e tema. Foi o primeiro círio a ser realizado |

## Círio de Nazaré em outras cidades
Procissões semelhantes à que ocorre em Belém acontecem em várias outras cidades do Pará e do Brasil. As mais famosas são o Círio de Soure, o Círio de Vigia, além das procissões realizadas em Abaetetuba, Castanhal, Bragança, Breves e Marabá. A cidade do Rio de Janeiro realiza a procissão no mês de setembro, em Copacabana. Brasília, Rio Branco, Manaus, Macapá e Recife também realizam suas procissões, sendo o Círio de Nazaré introduzido nessas capitais por paraenses que lá residem. São Luís também realiza o Círio nos mesmos moldes de Belém, entretanto, a procissão acontece na parte da tarde. Já é considerada a segunda maior procissão do Maranhão, atrás apenas da procissão de São José de Ribamar, que é o padroeiro do Maranhão. Essas são algumas capitais onde o Círio de Nazaré foi introduzido por paraenses que moram em outros estados.

## Transmissão
As primeiras coberturas ao vivo do Círio aconteceriam ainda na era do Rádio, quando a Rádio Clube do Pará e a Super Rádio Marajoara transmitiam a procissão. Pela limitação técnica da época, foi usado o improviso, ficando mais evidente nos anos 1950, quando os locutores seguiam a romaria em seus carros e usavam os pontos fixos para entrevistar os fiéis e as autoridades presentes. Para se fazer a cobertura externa na época, eram usados uma grande quantidade de fios elétricos, microfones e linhas telefónicas que eram bloqueadas para facilitar a transmissão. Com o surgimento de gravadores nos anos 1960, a cobertura externa ficou cada vez mais fácil. As animações do Círio à época eram comandadas por pequenos carros de som, instalados em alguns postos da romaria, o que viria a acontecer em 1988. Os pontos de sonorização foram se estendendo com a instalação de altos falantes nos postes de iluminação, que seriam substituídos por caixas de som por todo o percurso do Círio em edições seguintes. Em 1995, surgia a Rádio Nazaré FM e a partir daí, a rádio da Arquidiocese de Belém passou a fazer a cobertura do Círio, com orações e cânticos, além de flashes do jornalismo com indicações de onde se encontrava a berlinda, bem como as transmissões das homenagens.
As primeiras imagens televisionadas do Círio de Nazaré começaram a aparecer nos anos 1950, através de filmes em preto e branco. Com os anos 1960 e com o surgimento da TV Marajoara (hoje SBT Pará) em 1961 e da TV Guajará (hoje Boas Novas Belém) em 1967, o Círio começou a ser transmitido pela televisão, mas ainda sem a cobertura em tempo real, cobrindo apenas alguns momentos da romaria em pontos estratégicos. A Marajoara utilizava o alto de um dos edifícios localizados em frente a Praça dos Estivadores, onde transmitia a queima de fogos, além da frente da Catedral para mostrar a saída e o Largo de Nazaré para cobrir a chegada. Para trazer a sonorização, a emissora utilizava o áudio da Rádio Marajoara, onde eram lidos os patrocínios e trazia as narrações, entrevistas e os sons dos fogos, que eram atrelados a imagem da televisão. Nos anos 1970, a Marajoara reforçou a sua cobertura com o empréstimo de equipamentos usados por outras emissoras e o sistema de micro-ondas da Rede Tupi, de onde vieram as primeiras imagens à cores da romaria, sendo ela das homenagens dos Estivadores, além de aumentar o posto de coberturas ao vivo, que passaram de três para cinco. Isso só foi possível pelas vantagens oferecidas pelo sistema de micro-ondas e também com a parceria da TV Guajará, onde as duas emissoras se reuniam no Círio para formar o pool intitulado Rede Paraense de Televisão. A Guajará era a mais beneficiada, uma vez que sua sede era localizada no 25.º andar do Edifício Manoel Pinto da Silva, permitindo a cobertura mais verticalizada da procissão. A emissora instalava as suas câmeras no terraço do prédio.
Em 1976, surgia a TV Liberal Belém e pela primeira vez, foi adotada a cobertura em tempo real da romaria, sendo a mais destacada da passagem em frente ao edifício-sede na Avenida Nazaré, onde acontece a homenagem dos funcionários da emissora, que recebem também a presença de artistas consagrados da TV Globo. Outra homenagem que também levava o nome da emissora é a dos Estivadores, uma vez que a romaria passa em frente ao antigo prédio do jornal O Liberal, de onde acionada a famosa sirene, com os funcionários lançando papel picado da janela do prédio em direção à berlinda. Em 1983, a TV Liberal transmitiu pela primeira vez as imagens aéreas do Círio, através de um helicóptero, onde se improvisava as filmagens. Para isso, a porta do veículo era aberta, garantindo as filmagens, mas com o operador de VT, o repórter e o piloto utilizando cintos de segurança. Em 1997, o Círio é transmitido pela primeira vez via internet para todo o mundo, utilizando o mesmo sinal da TV Liberal.
Em 1988, surgia a RBA TV e no ano seguinte, a emissora se juntaria as TVs Cultura, Guajará, TVS Belém (hoje SBT Pará) e Liberal para transmitir o Círio, integrando o pool de emisoras que formavam a Rede Paraense de Televisão, que seria extinta nos anos 2000. A novidade em 1989 foi a transmissão ao vivo da Romaria Fluvial, com a então afiliada da extinta Rede Manchete fazendo aquela cobertura.
Em 2002, surgia a TV Nazaré e a partir daquele ano, a programação da quadra nazarena era transmitida ao vivo, fazendo com que o canal da Arquidiocese de Belém se tornasse a emissora oficial do Círio de Nazaré.[carece de fontes?] Em 2018, a Trasladação é transmitida em tempo real ao vivo pela primeira vez na TV Nazaré, que passou a transmitir essa romaria anualmente, uma vez que transmitira apenas a Santa Missa e a saída da procissão.
A primeira transmissão do Círio fora do estado do Pará pela televisão aberta viria em 1992, quando a Rede de Emissoras Educativas, lideradas até então pela TV Cultura do Pará e a TVE Brasil, realizou a cobertura em rede nacional. Outras emissoras também já transmitiram o Círio nacionalmente como a TV Cultura. Em 2008, a Rede Bandeirantes realizou tal feito em parceria com a RBA TV, mesclando com as transmissões das homenagens à Nossa Senhora da Conceição Aparecida, direto de Aparecida. A última experiência de cobertura em rede nacional aconteceu em 2013 através do Amazon Sat, emissora de Manaus, pertencente ao Grupo Rede Amazônica. Em 2024, a Band volta a transmitir ao vivo em rede nacional alguns detalhes da grande romaria. Além dela, a TV Brasil também transmitiu a romaria no mesmo ano em um pool com a TV Cultura do Pará.
Em 2014, o SBT Pará se tornava pioneiro ao transmitir a romaria do Círio em Alta Definição. Nos anos de 2020 e 2021, mesmo sem a romaria acontecendo por conta do cenário agravante da Pandemia de COVID-19, as emissoras prepararam programas especiais no domingo do Círio, cancelando a grade nacional de suas parceiras. Nessas edições, couberam a TV Nazaré e a Rede Cultura do Pará, que se juntaram em um pool para realizar a cobertura da programação alternativa do Círio e ceder as imagens do Círio Aéreo para as outras emissoras gratuitamente. Em 2020, a Claro cobriu a  programação especial do Círio, usando o canal 500 da Claro TV+. Também teve o lançamento da TV Círio, um serviço de streaming gratuito para a cobertura das romarias, missas e pela disponibilidade de programas especiais.
Para transmitir o Círio de Nazaré, não há venda de direitos de transmissão, sendo assim, qualquer emissora pode cobrir a romaria gratuitamente. Atualmente, todas as romarias da quadra nazarena são transmitidas pela Rede Cultura do Pará, SBT Pará (exceto 2016 e 2017), TV Liberal, RecordTV Belém, RBA TV, TV Nazaré e TV Círio.

## Galeria de imagens

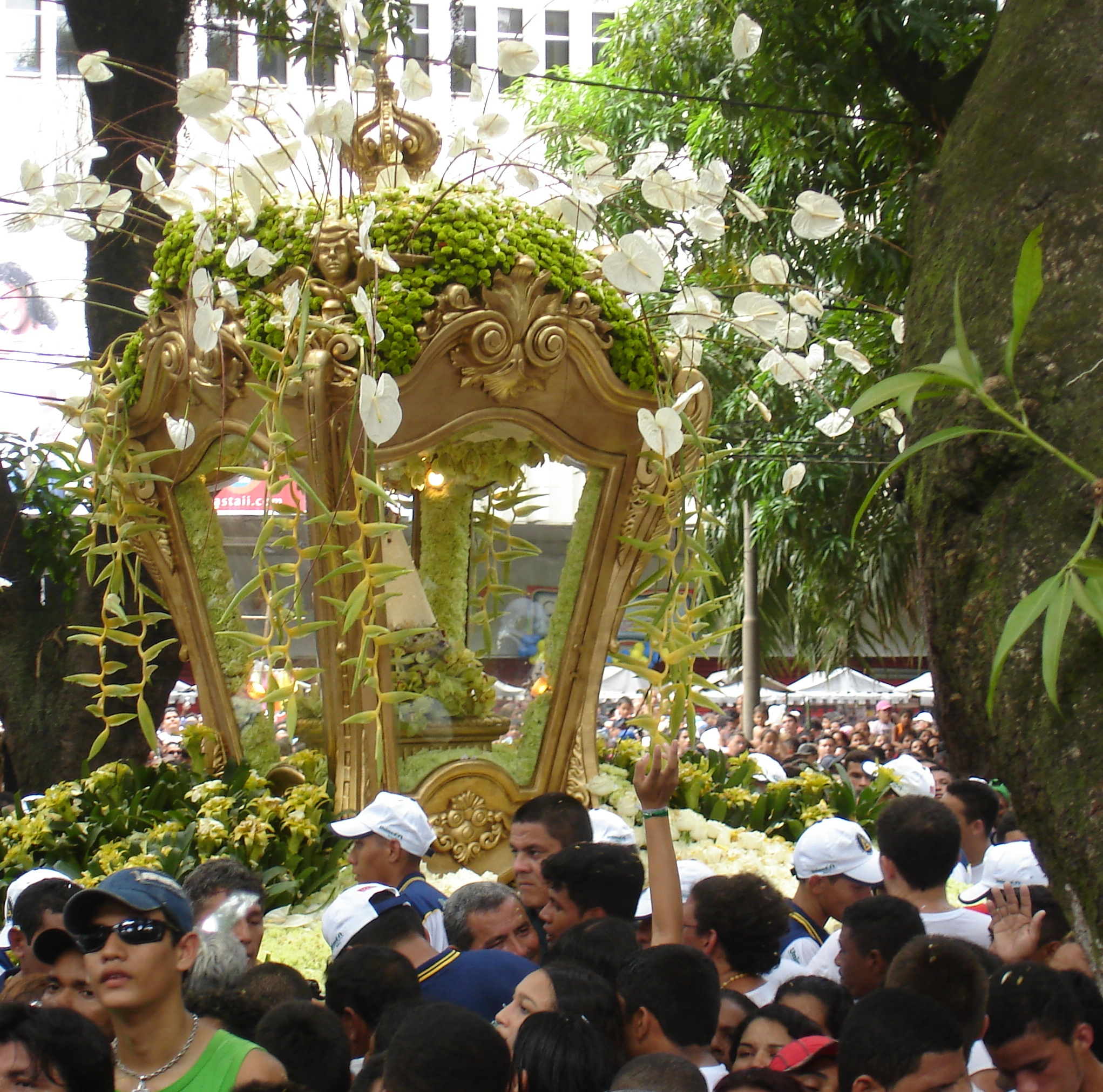
Berlinda
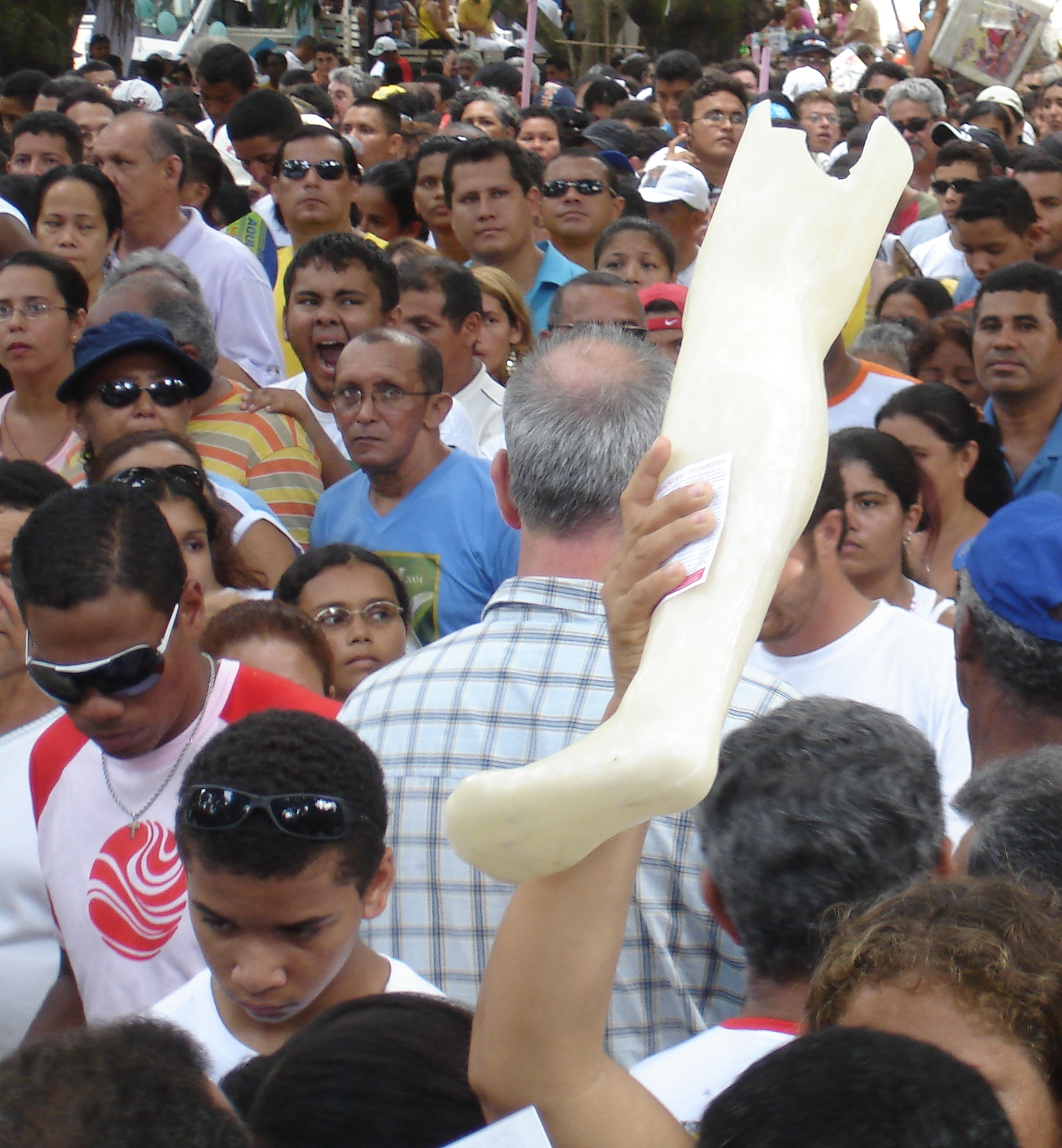
Ex-voto (perna em cera)
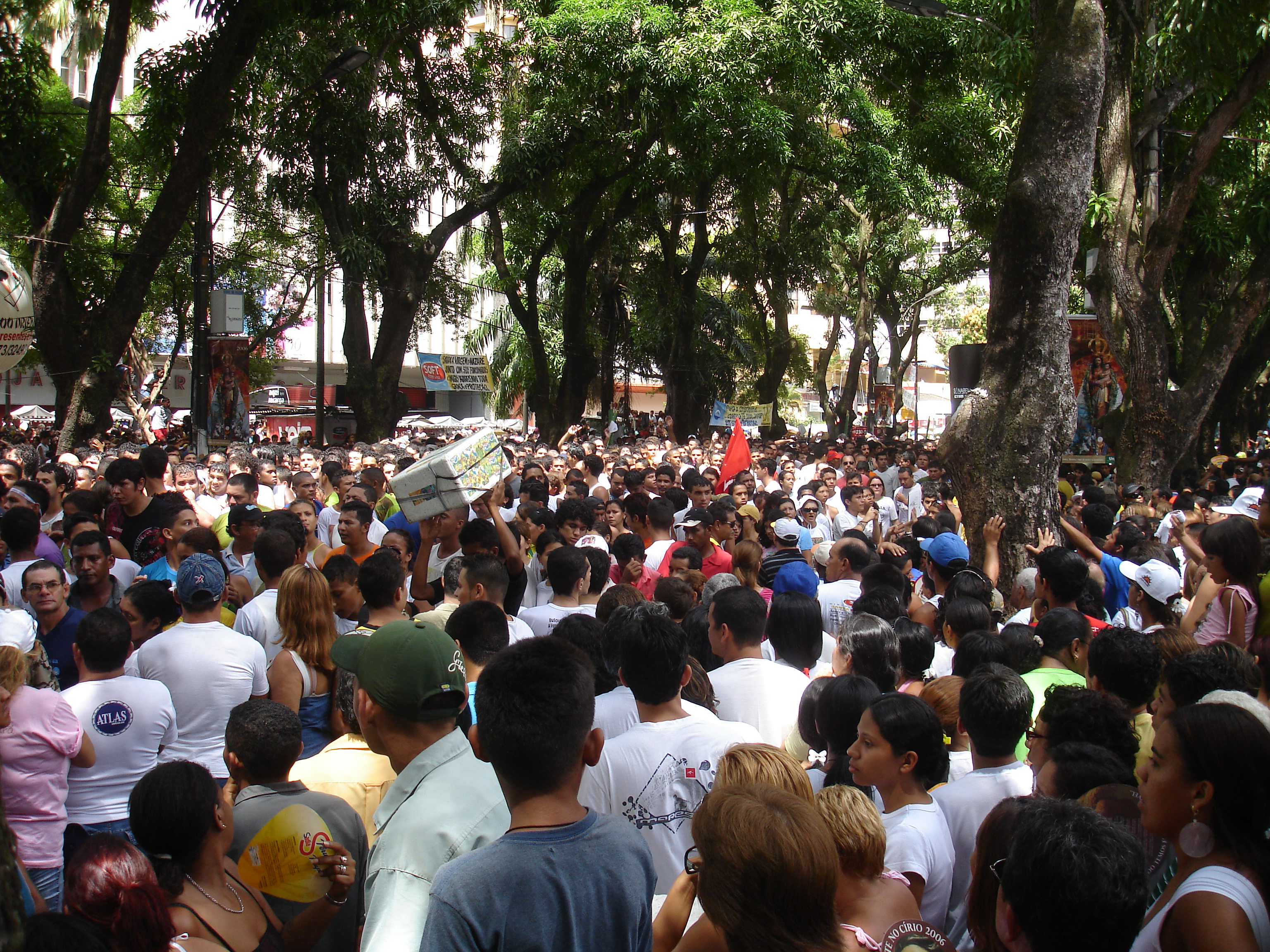
Passagem da procissão na Av. Presidente Vargas